# Andrzej Weryński
Andrzej Weryński (ur. 15 kwietnia 1937, zm. 14 marca 2011) – polski naukowiec, profesor doktor habilitowany inżynierii, inżynier-biomedyk, specjalista w zakresie sztucznych narządów wewnętrznych, jeden z prekursorów inżynierii biomedycznej w Polsce.   
Członek korespondent PAN. W latach 1993–2007 piastował funkcję dyrektora Instytutu Biocybernetyki i Inżynierii Biomedycznej PAN, a w latach 2007-2011 był przewodniczącym Komitetu Biocybernetyki i Inżynierii Biomedycznej PAN. Członek powołanej w 1997 r., Rady Fundacji Krzewienia Nauk Systemowych”. Członek rady naukowej „Przeglądu Lekarskiego” oraz  członek International Academy for Medical and Biological Engineering. 
Doktor honoris causa Karolinska Institutet w Sztokholmie, oraz profesor tej uczelni. 

## Odznaczenia
- Krzyż Oficerski Orderu Odrodzenia Polski
- Doktor honoris causa